# Bruch von Gravenbruch
Das Naturschutzgebiet Bruch von Gravenbruch (NSG-Kennung 1438008) liegt im hessischen Landkreis Offenbach. Es umfasst einen etwa 93,47 Hektar großen Waldbestand. Zweck der Unterschutzstellung ist es, die extensiv genutzten beziehungsweise brachgefallenen Wiesenflächen mit den diese umgebenden naturnahen Wäldern, insbesondere Bruchwäldern, als Lebensstätte für die von unterschiedlichen Feuchtigkeitsstufen bestimmten Pflanzen- und Tiergesellschaften mit einem hohen Anteil bestandsgefährdeter Arten zu erhalten.
Mit etwas kleinerem Flächenzuschnitt ist das Naturschutzgebiet auch als FFH-Gebiet NSG Bruch von Gravenbruch ausgewiesen. Dadurch gehört es zum europäischen Schutzgebietsnetz Natura 2000.

## Gebietsbeschreibung
Das Naturschutzgebiet liegt in einem ausgedehnten Waldbereich nördlich der Landesstraße L3117 östlich von Neu-Isenburg und westlich des Stadtteils Gravenbruch. Der Name Bruch leitet sich von Sumpf ab. Es handelt sich um ein Niedermoor, das gut 300 Jahre bis zu seiner jetzigen Biotopstruktur benötigt hat. Zu den Besonderheiten gehört ein hoher Grundwasserstand. Die zahlreichen Kleingewässer sind bedeutsam für die Amphibienwelt. Im Jahr 1984 konnte der Bruch von Gravenbruch wegen seines hohen ökologischen Werts und nach Bemühungen der Stadt Neu-Isenburg, der Hessischen Gesellschaft für Ornithologie und Naturschutz (HGON) und des Naturschutzbundes Deutschland (NABU) vom Regierungspräsidium Darmstadt als Naturschutzgebiet (NSG) ausgewiesen werden.

## Flora und Fauna
Zwei der eingeschlossenen Wiesenflächen, die Eirundwiese und die Schönseewiese, sind auch floristisch interessant. Im NSG wurden rund 200 Pflanzenarten festgestellt, von denen 16 auf der Roten Liste stehen. Darunter befinden sich die vom Aussterben bedrohte Hartmans Segge (Carex hartmanii), die Faden-Segge (Carex lasiocarpa) und der Sumpf-Haarstrang (Peucedanum palustre). Weitere besondere Arten sind Sumpf-Veilchen (Viola palustris), Sumpf-Blutauge (Comarum palustre) und der Gemeine Wasserschlauch (Utricularia vulgaris), der zu den tierfangenden Pflanzen gehört. Es gibt Reptilien (Ringelnatter), Amphibien (Springfrosch und Laubfrosch) sowie seltene Vogelarten wie Schwarzspecht, Neuntöter, Misteldrossel und Baumpieper.

## Naturschutzgebiete im Landkreis Offenbach
- Liste der Naturschutzgebiete im Landkreis Offenbach